# Datana integerrima
Datana integerrima är en fjärilsart som beskrevs av Augustus Radcliffe Grote och Robinson 1866. Datana integerrima ingår i släktet Datana och familjen tandspinnare. Inga underarter finns listade i Catalogue of Life.

## Bildgalleri

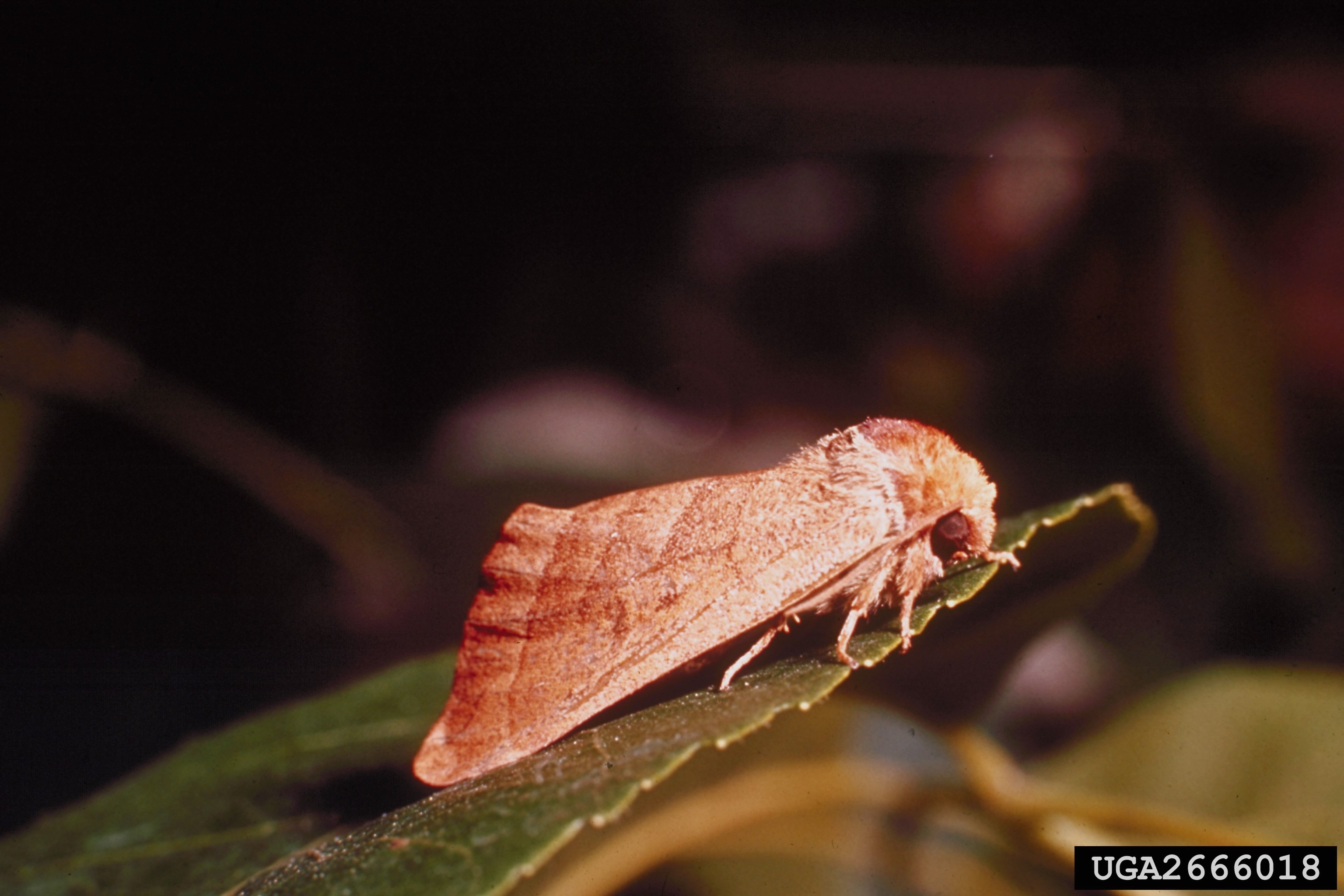